# Hermann Stäubli
 (avril 2021).
Si vous disposez d'ouvrages ou d'articles de référence ou si vous connaissez des sites web de qualité traitant du thème abordé ici, merci de compléter l'article en donnant les références utiles à sa vérifiabilité et en les liant à la section « Notes et références ».
 (avril 2021).
La mise en forme du texte ne suit pas les recommandations de Wikipédia : il faut le « wikifier ».
Les points d'amélioration suivants sont les cas les plus fréquents. Le détail des points à revoir est peut-être précisé sur la page de discussion.
- Les titres sont pré-formatés par le logiciel. Ils ne sont ni en capitales, ni en gras.
- Le texte ne doit pas être écrit en capitales (les noms de famille non plus), ni en gras, ni en italique, ni en « petit »…
- Le gras n'est utilisé que pour surligner le titre de l'article dans l'introduction, une seule fois.
- L'italique est rarement utilisé : mots en langue étrangère, titres d'œuvres, noms de bateaux, etc.
- Les citations ne sont pas en italique mais en corps de texte normal. Elles sont entourées par des guillemets français : « et ».
- Les listes à puces sont à éviter, des paragraphes rédigés étant largement préférés. Les tableaux sont à réserver à la présentation de données structurées (résultats, etc.).
- Les appels de note de bas de page (petits chiffres en exposant, introduits par l'outil «  Source ») sont à placer entre la fin de phrase et le point final[comme ça].
- Les liens internes (vers d'autres articles de Wikipédia) sont à choisir avec parcimonie. Créez des liens vers des articles approfondissant le sujet. Les termes génériques sans rapport avec le sujet sont à éviter, ainsi que les répétitions de liens vers un même terme.
- Les liens externes sont à placer uniquement dans une section « Liens externes », à la fin de l'article. Ces liens sont à choisir avec parcimonie suivant les règles définies. Si un lien sert de source à l'article, son insertion dans le texte est à faire par les notes de bas de page.
- La présentation des références doit suivre les conventions bibliographiques. Il est recommandé d'utiliser les modèles {{Ouvrage}}, {{Chapitre}}, {{Article}}, {{Lien web}} et/ou {{Bibliographie}}. Le mode d'édition visuel peut mettre en forme automatiquement les références.
- Insérer une infobox (cadre d'informations à droite) n'est pas obligatoire pour parachever la mise en page.

Pour une aide détaillée, merci de consulter Aide:Wikification.
Si vous pensez que ces points ont été résolus, vous pouvez retirer ce bandeau et améliorer la mise en forme d'un autre article.
Hermann Stäubli, né le 8 mars 1867 à Horgen (canton de Zurich en Suisse) et mort dans la même ville en octobre 1940, est un homme d'affaires suisse. Il a fondé en 1892 avec Rudolf Schelling l'entreprise Schelling & Stäubli, devenue Stäubli International AG.

## Biographie
Hermann Stäubli est le fils de Hans Jakob Stäubli (maitre cadreur chez Schelling & CO), et de Theresia Kostbar (travailleuse à domicile sur métier à tisser). Il a grandi dans une famille modeste où honnêteté et sens du devoir étaient les maîtres-mots.  
Il aidait sa mère et quelques voisines lors des opérations de bobinage et observait son père lorsqu'il s'adonnait à sa passion, réparer les horloges. Il était fasciné par les nombreux petits rouages et ressorts de la mécanique et par les premières locomotives à vapeur de la nouvelle ligne de chemin de fer qui longeait le lac de Zurich.
Grâce à son père économe et prévoyant, il fréquenta les écoles primaire et secondaire d'Horgen et suivit un apprentissage en mécanique qu'il valida en obtenant les meilleurs notes. Il résida ensuite pendant deux ans au Locle à La Chaux-de-Fonds auprès d'horlogers puis en Saxe.
En 1884, il apprend à fabriquer des cardes (instruments de cardage) au sein de l’entreprise Schelling & Co où travaille son père en qualité de contremaître.
Curieux, entreprenant, il veut poursuivre ses études. Malgré le milieu modeste de sa famille, Hermann Stäubli quitte la société pour se former en Italie, Allemagne et Grande-Bretagne. Il souhaite apprendre la mécanique et surtout acquérir de nouvelles méthodes.
À l'âge de 22 ans, en 1889, bien que sollicité par de nombreuses sociétés pour ses capacités techniques sanctionnées par une maitrise, le jeune ingénieur revient pourtant à Horgen, à la demande de Georges Schelling, pour travailler sur les ratières anglaises Hattersley, le tout pour 6 francs par jour (rémunération tout à fait correcte pour l'époque).
En 1890, il épouse Rosina Hermann. De ce mariage naîtront neuf enfants : cinq filles et quatre garçons.
Sur son temps de loisir, à l'âge de 25 ans, Hermann invente et finit déposer son premier brevet : une nouvelle ratière à 3 cylindres (Brevet N° 5046). Il est alors nommé chef d’atelier de fabrication mécanique mais il a d’autres ambitions que la société ne peut lui offrir.
Rudolf Schelling, fils unique de Georges Schelling, propose à Hermann Stäubli de s’associer. Le 1er juin 1892, ils créent ensemble « La maison Schelling & Stäubli ». C’est ainsi qu’un petit atelier est installé à Horgen (Suisse) au fond de la « Zugerstrasse » dans les locaux d’un ancien tissage Jacquard. Aujourd'hui, leur entreprise serait considérée comme une start-up pour son esprit pionnier. 
L’atelier se spécialise pour le marché textile et en particulier dans la fabrication des ratières. Des prototypes sont testés avec succès chez des tisseurs locaux. Les commandes affluent et la société doit s’agrandir dans de nouveaux locaux à Horgen (32 salariés) en 1895.
Hans Jakob et Robert Stäubli, (le père et le frère de Hermann) rejoignent la société en 1897 pour renforcer l’équipe. Hans Jakob, « Grossvater » est chargé de la gestion de l’atelier et de la fabrication. Les tissages suisses s’installent de plus en plus à l’étranger et font connaître les ratières Schelling & Stäubli. Reconnues et réputées auprès de nombreux tisseurs, leur exportation commence en Autriche et en France. La maison Schelling & Stäubli doit déposer des brevets pour protéger ses inventions. Elle crée également sa première filiale, à Vaduz au Liechtenstein en 1898, appelée « Hermann Stäubli & Co » pour servir les marchés autrichiens et hongrois.
L'entreprise grandit. La charge de travail augmente. Il n'avait guère le temps de se reposer, mais lorsqu'il le pouvait, Hermann Stäubli aimait passer du temps sur l'eau, dans une barque. Il y appréciait l'air frais et laissait vagabonder ses pensées.
Hermann n'était pas forcément attiré par la fonction publique ni par la politique, mais fut pourtant pendant deux mandats, membre d'une commission scolaire et conseiller municipal en qualité de président de la commission de santé.
A la suite du décès de Rudolf Schelling, en 1906, l’entreprise appartient à 100 % à la famille Stäubli. La Société devient alors « Gebrüder Stäubli ».
En 1908, Hermann Stäubli décide de créer sa propre entreprise en France. En février 1909, l’installation des machines et les aménagements (turbines, machines-outils, dynamos, établis et entrepôts) commencent sur le site de Faverges en Haute-Savoie.
La guerre de 1914 interrompt totalement l’activité de l’entreprise pendant environ trois mois. Hermann Stäubli se refuse à produire des munitions. Pour maintenir l’emploi, il fabrique des outillages pour la papeterie. La paix conclue, la reconstruction de l’industrie textile (laine, lin et coton) peut se faire dans les zones détruites par la guerre.
Les fils de Herman Stäubli, Robert en 1919 et Hermann en 1920, décident de reprendre en main respectivement la direction commerciale et la direction technique de l’usine de Faverges. Ils mettent en place une véritable dynamique de croissance.
Dès 1919, l’effectif augmente et les parties isolées du bâtiment, restées vides jusque là, sont aménagées et équipées. En 1929, juste avant la grande crise mondiale, l’entreprise atteint un record de production avec 4 680 ratières.
Avec l'âge, Hermann Stäubli se prend d'intérêt pour l'aviation naissante et s'installe régulièrement à la terrasse du restaurant de l'aéroport de Dübendorf. Il aime aussi s'occuper de ses douze petits enfants.
Le 17 novembre 1937, un incendie ravage l’usine de Faverges, dont seuls les murs subsistent. La famille Stäubli décide de construire une nouvelle usine moderne près de la gare et le chantier est aussitôt lancé. Les différents services sont transférés dans la nouvelle usine au fur et à mesure de l’avancement des travaux. En décembre 1938, les bureaux sont installés en dernier dans les nouveaux bâtiments. Toutes les conditions sont réunies pour que l’entreprise reprenne son essor.
La déclaration de guerre, début septembre 1939, annonce une fin abrupte des affaires.
Le 1er octobre 1940, Hermann Stäubli décède brutalement d'une courte maladie, à peine une semaine après avoir fêté ses noces d'or.